# Nemoria latimarginaria
Nemoria latimarginaria är en fjärilsart som beskrevs av J. Peter Maassen 1890. Nemoria latimarginaria ingår i släktet Nemoria och familjen mätare. Inga underarter finns listade i Catalogue of Life.